# Route nationale 47 (Madagaskar)
Die Route nationale 47 (RN 47) ist eine 25 km lange Nationalstraße in der Region Amoron’i Mania im Zentrum von Madagaskar. Sie zweigt in Ivato von der RN 7 ab und führt in südöstlicher Richtung nach Antoetra.